# Jean-Pierre Vigier (physicien)
Pour les articles homonymes, voir Vigier et Jean-Pierre Vigier.
Jean-Pierre Vigier, né le 16 janvier 1920 à Paris où il est mort le 4 mai 2004, est un physicien français. Résistant, communiste, puis en rupture avec le Parti communiste français, il est l'un des acteurs des événements de Mai 1968 en France.
La physique et la politique dominent la vie de Vigier. Son approche philosophique est toujours matérialiste.
Il participe à la fondation du CEA avant d'entrer au CNRS, étant en désaccord avec le projet de bombe atomique française.

## Repères biographiques
Jean-Pierre Vigier est le fils de Françoise Dupuy et de Henri Vigier, conseiller politique à la Société des Nations à Londres puis à Genève. 
Il passe son enfance à Genève, où il effectue sa scolarité au sein du lycée international et obtient les baccalauréats en mathématiques et en philosophie. Il s'inscrit à la Sorbonne en 1938 où il passe son certificat de mathématiques générales et de sciences physiques naturelles. Démobilisé en 1941, il s'inscrit à l'université de Montpellier où il valide deux licences, en mathématiques et en physique. Il retourne ensuite à Genève et commence un doctorat de mathématiques.
Il y rencontre Tamara Caspary, fille de Kurt Caspary et de Rachel Dübendorfer, membre du réseau d'espionnage soviétique Rote Drei qui est alimenté via Rudolf Roessler, un libraire allemand établi à Lucerne, par des officiers supérieurs allemands de l'OKW. Selon le dictionnaire biographique Maitron, Jean-Pierre Vigier et sa compagne — qu'il épousera après la guerre — travaillent pour le Rote Drei. Après la guerre, les services de renseignement soupçonnent le couple d'agir pour le GRU, service soviétique de renseignement militaire.

## Engagements politiques

### Résistance
Jean-Pierre Vigier adhère en octobre 1940 au Parti communiste français. Après le débarquement, il rejoint les Francs-Tireurs et Partisans (FTP) de Haute-Savoie. Devenu membre de l'état-major national des FTP, il intègre l'Armée française sous le commandement du général De Lattre de Tassigny, comme officier de l'état-major chargé des armements à l'inspection de l'armée de terre. Il quitte l'armée pour ne pas servir en Indochine.
Cela puis son engagement contre la deuxième guerre du Vietnam, lui vaut la reconnaissance des dirigeants vietnamiens. Il est un ami d'Hô Chi Minh qui le considère comme « un libérateur du Vietnam » ; il est fier de ce passé de « baroudeur pour des idées ». Le physicien travaille ensuite auprès de Joliot-Curie, au Commissariat à l'énergie atomique (CEA), qui venait d'être créé. Joliot y aurait négocié son détachement. Il quitte le CEA pour devenir un des assistants de Louis de Broglie au Centre national de la recherche scientifique.

### Responsable au Parti communiste
Militant à la Fédération mondiale des travailleurs scientifiques, il s'implique plus directement au PCF après avoir soutenu sa thèse de Physique en décembre 1954. Il intervient par deux fois à la tribune des Congrès de ce parti. En 1956, lors du XIVe Congrès, délégué de la fédération de Paris, il axe son intervention sur la nécessaire intervention du parti en tant que vecteur du matérialisme dans les disciplines scientifiques. En 1959, après être intervenu à la tribune du XVe du Congrès, il est élu membre du Comité central du Parti communiste français.
Le 3 octobre 1960, juste après le verdict du procès du Réseau Jeanson et au cours de la polémique à propos du Manifeste des 121 sur le droit à l’insoumission dans la guerre d’Algérie, Jean-Pierre Vigier, membre du comité central du PCF, intitule un article dans L'Humanité « Soutenir les condamnés, défendre les 121 » : « Leur défense est l'affaire de tous les démocrates, de tous les républicains. (...) Malgré nos désaccords avec certains moyens choisis par les inculpés ou proposés par les 121, nous considérons que leur rappel a le mérite de contribuer au réveil de l'opinion et d'élargir le débat sur la nature de la guerre d'Algérie et les moyens d'y mettre un terme. » Cet éditorial, unique en son genre, est publié contre l'avis de plusieurs dirigeants communistes. Lié par ses activités militantes contre la Guerre d'Algérie aux jeunes de l'Union des étudiants communistes (en 1960, Jean-Pierre Vigier intervient lors du 4e Congrès de cette organisation en tant que représentant du Comité central du PCF) et à deux de ses dirigeants Philippe Robrieux et Serge Depaquit, et par son statut d'intellectuel, proche de Laurent Casanova, il est éliminé du Comité central deux ans plus tard, en 1961, lors de l'affaire Casanova-Servin, dans la même "charrette" que Jean Pronteau, Maurice Kriegel-Valrimont.

### Pour le Vietnam
Il participe ensuite activement aux mobilisations contre l'intervention américaine au Vietnam, en participant au Tribunal Russell, dont il est secrétaire général  pour lequel il se rend au Nord-Vietnam afin de témoigner sur les crimes de guerre américains, puis en militant aux Comités Vietnam animés par des militants se situant à gauche du Parti communiste français. 
Il est ainsi actif dans les premières réunions de sensibilisation de la jeunesse à la cause vietnamienne.
Sur le plan international, il soutient les mouvements anti-impérialistes qui se retrouvent dans la Conférence Tricontinentale puis dans l'Organisation latino-américaine de solidarité (OLAS) soutenues par Fidel Castro depuis La Havane.

### Révolté de Mai 68
En mai 1968, prenant parti pour les groupuscules "gauchistes", il assume la responsabilité de directeur gérant du journal Action, journal des Comités d'action regroupant l'UNEF, les comités d'action lycéens, le Mouvement du 22-Mars et le SNESUP. Cela lui vaut d'être exclu du Parti communiste. Associé à André Barjonet, démissionnaire de la CGT, à Gilbert Mury, à Alain Geismar, et au leader de la Jeunesse communiste révolutionnaire, Alain Krivine, il signe fin mai des appels à créer un mouvement révolutionnaire, qui coordonnerait les Comités d'action locaux. En 1999, il confirmera à ce sujet à Bernard Brillant qu' « il ne fait aucun doute (...) que la situation est révolutionnaire et qu'il faut exploiter à fond la déstabilisation du régime pour s'emparer du pouvoir, par la force s'il le faut ». Il fait partie des manifestants qui, le 24 mai, tentent de mettre le feu à la Bourse de Paris.
Jean Rochet, directeur de la Direction de la Surveillance du Territoire de 1967 à 1972 cite Vigier et Alain Krivine, comme deux hommes « aussi engagés dans l'action (que le trio Daniel Cohn-Bendit, Alain Geismar et Jacques Sauvageot) mais beaucoup plus secrets, dont les faits et gestes ont été moins commentés, mais qui en réalité n'ont cessé d'orienter et animer la lutte ». Il met en avant ses « liaisons fréquentes » avec Cuba, ses visites à La Havane en 1966 et 1967 et « ses rapports personnels avec Castro qui le reçoit en audience privée ». Jean-Pierre Vigier a participé également au « Congrès culturel » qui s'est tenu à La Havane en janvier 1968.
Le 27 mai 1988, un violent débat télévisé oppose Jean Rochet à Alain Krivine et Jean-Pierre Vigier à propos de mai 1968. D'emblée, Vigier traite son interlocuteur d' « ordure », de « menteur » et de « calomniateur ». Il évoque la « grandeur » de mai 68, « grand mouvement d'inspiration marxiste » et annonce un procès pour diffamation qu'il dit vouloir intenter contre Jean Rochet.

### Engagement marxiste et controverses
Le nom de Jean-Pierre Vigier ne semble plus apparaître après les événements de Mai-Juin 1968, comme acteur important dans la chronique politique française. Il est pourtant membre d'un "Comité d'initiative pour un Mouvement révolutionnaire", pour lequel il trouve à nouveau tribune libre dans Le Monde, en juin 1969.
Il demeure ensuite un observateur vigilant de la guerre qui se poursuit au Vietnam. En janvier 1973 il signe un appel, initié par la revue Politique hebdo. Il invite à prendre part le 20 janvier, à une manifestation, "devant l'ambassade US", Place de la Concorde à Paris, pour exprimer "l'indignation et la colère" de toutes les associations humanitaires, organisations politiques et syndicales" devant les bombardements par l'aviation de Nixon, des villes de Hanoï et Haïphong, faisant de nombreuses victimes parmi la population civile.
En février 1979, Jean-Pierre Vigier est pris à partie par Gérard de Villiers dans Paris Match. L'écrivain laisse entendre que Vigier a pu être, en raison de ses convictions politiques, amené à favoriser l'activité d'espion présumé de Rolf Dobbertin, un physicien est-allemand travaillant au CNRS qui vient d'être inculpé d'intelligence avec les services d'une puissance étrangère. Le député Robert-André Vivien (R.P.R.) reprend ces accusations en novembre devant l'Assemblée nationale. Le 12 décembre, Daniel Filipacchi, directeur de Paris Match, et Gérard de Villiers sont condamnés pour diffamation. Le 21 janvier 1980, Jean-Pierre Vigier donne une conférence de presse au cours de laquelle il affirme avoir été victime d'une tentative d'assassinat le 18 décembre précédent. Il met en cause une « collusion » entre « certains secteurs de l'appareil d'État, notamment au SDECE et à la D.S.T., et des organisations de tueurs qui ont exécuté Pierre Goldman et Henri Curiel » et qui l'auraient menacé. Le 29 novembre 1991, Rolf Dobbertin est finalement acquitté par la Cour d'assises de Paris, au terme de douze ans de procédures. Cependant quelques semaines plus tard, Markus Wolf, ancien chef des services de renseignement est-allemands, affirme dans Le Figaro que Rolf Dobbertin avait été l'un de ses deux ou trois meilleurs agents en France. L'intéressé dément.
Le 1er juin 1982, Jean-Pierre Vigier et d'autres personnalités de gauche et d'extrême-gauche appellent à manifester contre la politique américaine, à l'occasion de l'arrivée à Paris du président Ronald Reagan venu participer au sommet de Versailles. Il s'agit de dénoncer la course aux armements provoquée par les États-Unis et la politique que mènent ceux-ci en Amérique centrale. Jean-Pierre Vigier déclare à cette occasion que l'intervention soviétique en Pologne est la conséquence de la politique de tension menée, à l'Ouest, sous l'impulsion des États-Unis.

### Accusations d'espionnage
Le nom de Jean-Pierre Vigier est cité dans un rapport de la CIA rendu public en 1986 et consacré aux services d'espionnage soviétique en Europe de l'Ouest pendant la période 1936-1945 : selon ce document, il est l'un des informateurs du réseau Rote Drei, « succursale » helvétique de l'Orchestre rouge, dès la fin des années 30. Il a été recruté par son épouse Tamara Caspari, fille de Rachel Dübendorfer. Son activité d'agent soviétique s'est poursuivie après la guerre. Cette information est confirmée par le journaliste d'investigation Pierre Péan, qui fut son ami et qui relève dans ses Mémoires impubliables, qu'en septembre 2010 deux journalistes russes Alexandr Kolpakidi et Alexandr Sever ont publié à Moscou un ouvrage dans lequel ils affirment « sur la base d'archives soviétiques, que Vigier a été recruté à la fin des années 1930 comme agent du Komintern, puis du GRU (les services de renseignement de l'armée Rouge), par l'espionne soviétique Rachel Dübendorfer dont il a épousé la fille Tamara, ».

## Recherches scientifiques
Jean-Pierre Vigier avait obtenu son doctorat en mathématiques de l'Université de Genève en 1946. Après une courte période au CEA avec Frédéric Joliot-Curie, il était nommé assistant au laboratoire de Louis de Broglie (prix Nobel en 1929 pour la découverte de la nature ondulatoire des particules), à l'Institut Henri Poincaré (CNRS). Maître de recherches après sa thèse, il tient ce poste jusqu'à sa retraite en 1982.
Il est l'auteur de plus de 200 articles scientifiques, a coécrit et publié un grand nombre d'ouvrages. Sa théorie du potentiel quantique permet de comprendre de quelle façon les particules communiquent entre elles, même si le potentiel ne comporte pas d’énergie.
Son engagement marxiste a influé sur ses recherches par un parti pris matérialiste et déterministe qu'il partageait avec Albert Einstein contre l'indéterminisme de la mécanique quantique. Jusqu'à son dernier jour, il a pris parti pour Einstein contre Niels Bohr dans l'interprétation du Paradoxe EPR et cherché à imaginer des solutions restaurant le déterminisme. Pour les mêmes raisons d'athéisme, il s'opposait à la théorie du Big Bang[réf. souhaitée].